# Rispe
Der botanische Begriff Rispe bezeichnet einen reich verzweigten Blütenstand. Je nach Ausprägung der Form unterscheidet man zwischen der gestreckten Rispe, der abgeflachten Schirmrispe, der trichterförmigen Spirre und dem Botryoid ohne Seitenachsen.

## Rispe

Die Rispe (Panicula) hat entlang ihrer Hauptachse, der so genannten Rispenspindel, Seitenachsen, die zur Basis hin zunehmend unregelmäßig verzweigt und mit Einzelblüten besetzt sind. Die Seitenachsen sind wie die Hauptachse stets mit einer Terminalblüte abgeschlossen und werden gemäß ihrer Blütenanzahl als Monaden, Diaden oder Triaden bezeichnet. Falls sie wie eine eigenständige Rispe stark verzweigt sind, so spricht man von Spezialrispen. Insgesamt ergibt sich so eine kegelförmige Form.
Die Rispe ist als Blütenstand weit verbreitet und findet sich etwa beim Rizinus, bei der Weinrebe oder bei Hafer- und Hirsearten. Bei der Weinrebe sind auch die Begriffe Traubengerüst und Rappen (schweizerisch) gebräuchlich.

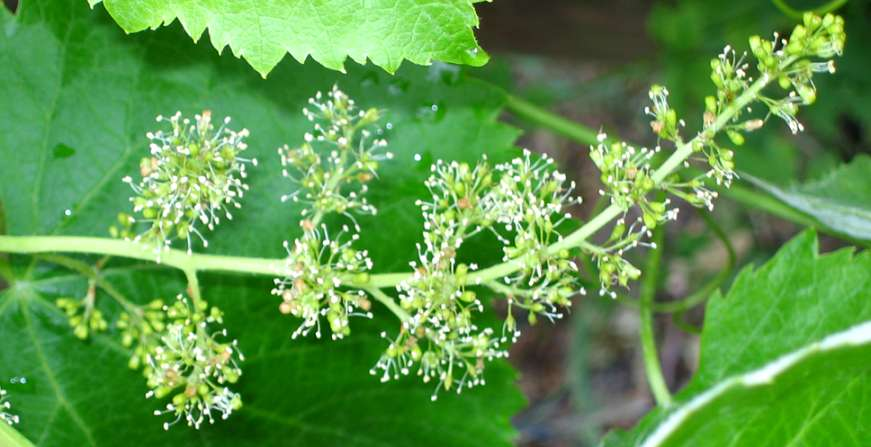
Weintrauben sind keine Trauben, sondern typische Rispen
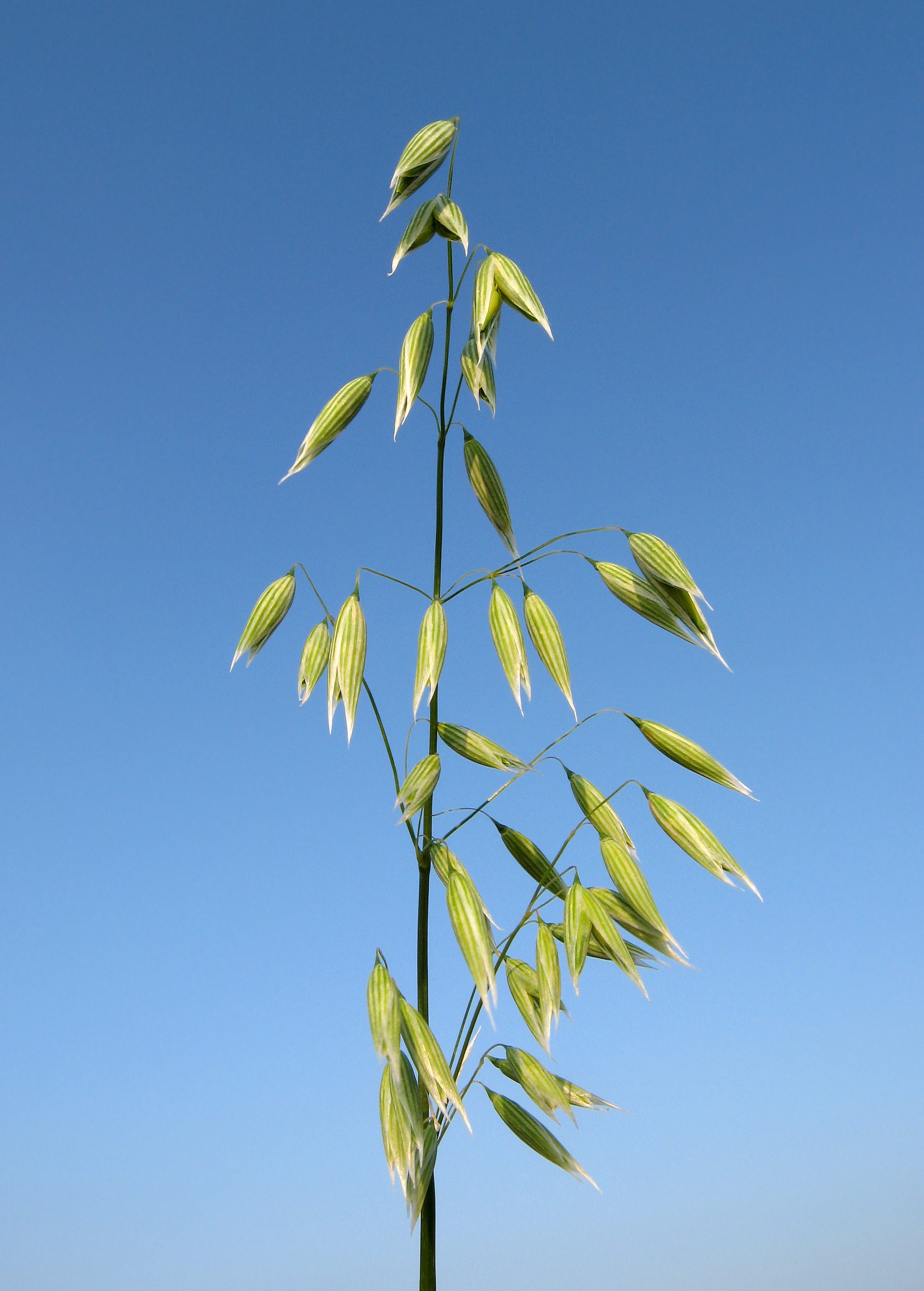
Saat-Hafer
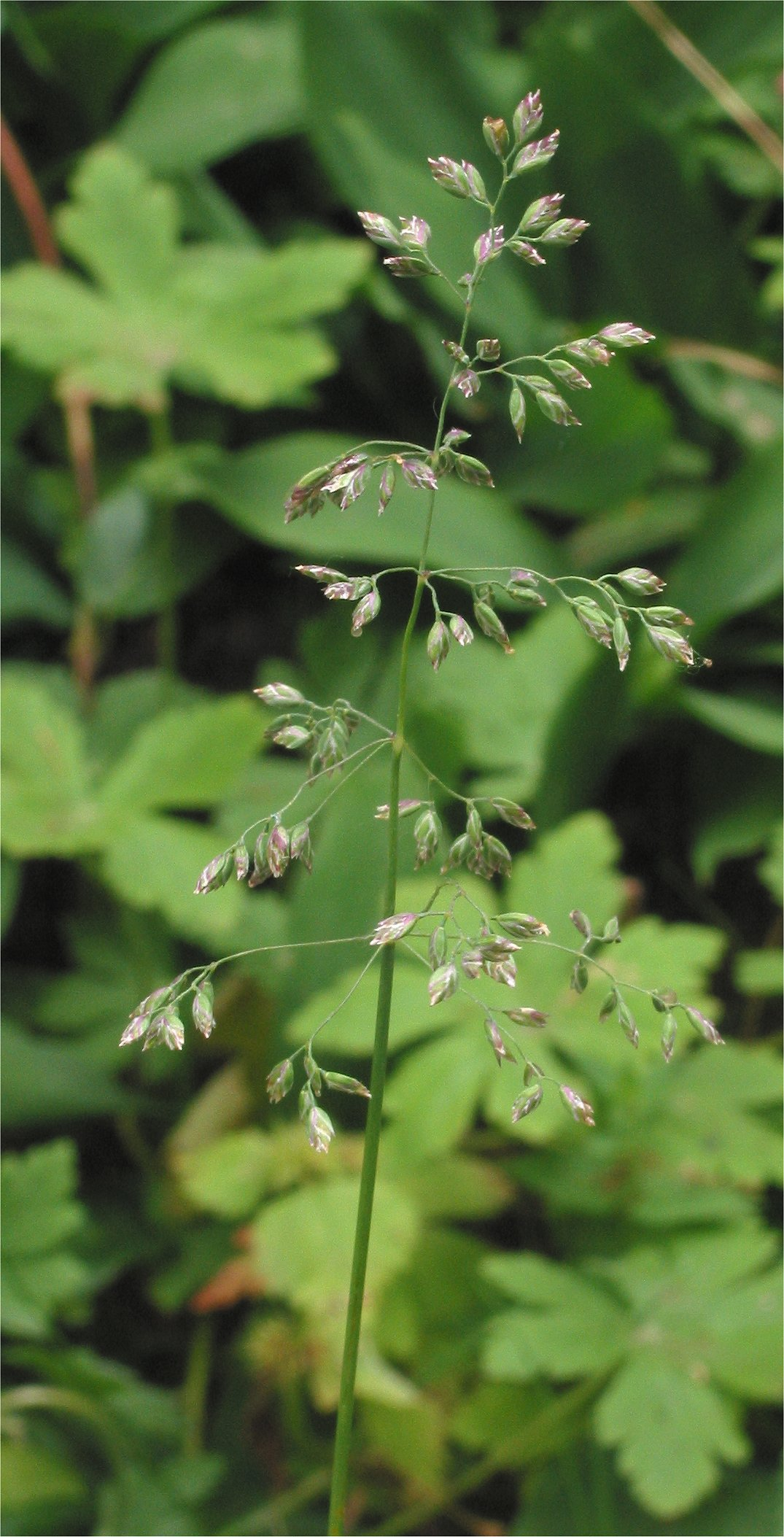
Wiesen-Rispengras

## Schirmrispe

Durch eine entsprechende Streckung der Seitenäste und Verkürzung der Hauptachse weicht das kegelförmige Erscheinungsbild der Rispe einer ebenen oder leicht gewölbten Form. Diese Ausprägung, bei der alle Blüten auf etwa derselben Ebene stehen, wird wegen der charakteristischen Form als Schirmrispe (Corymbus) oder Ebenstrauß bezeichnet, wegen der Ähnlichkeit mit einem anderen Blütenstand, der Dolde, manchmal auch als Doldenrispe. Eine ähnliche Ausprägung zur doldenartigen Gestalt gibt es auch bei der Schirmtraube und Trugdolde.

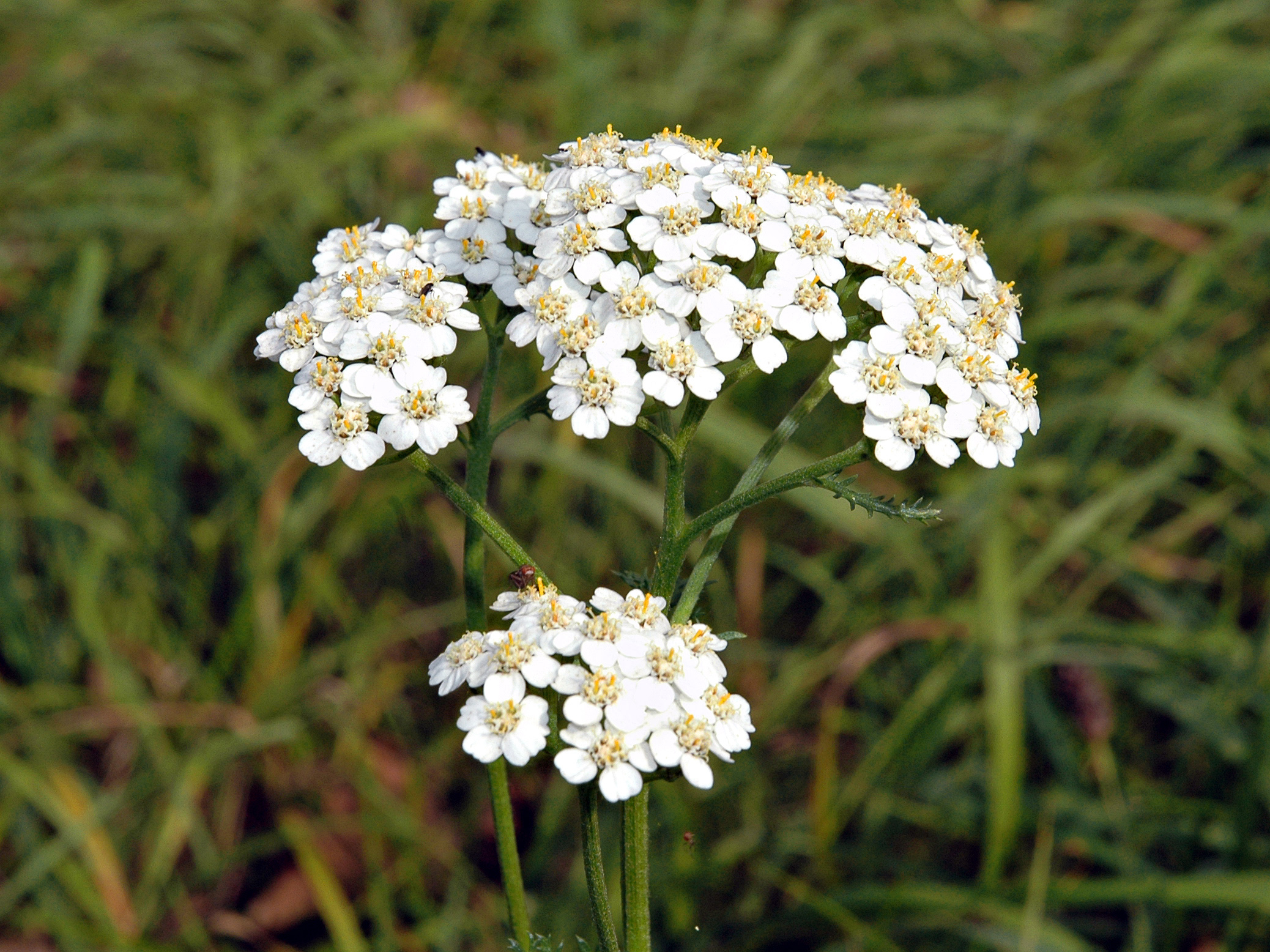
Von oben gesehen wird der Name Ebenstrauß deutlich
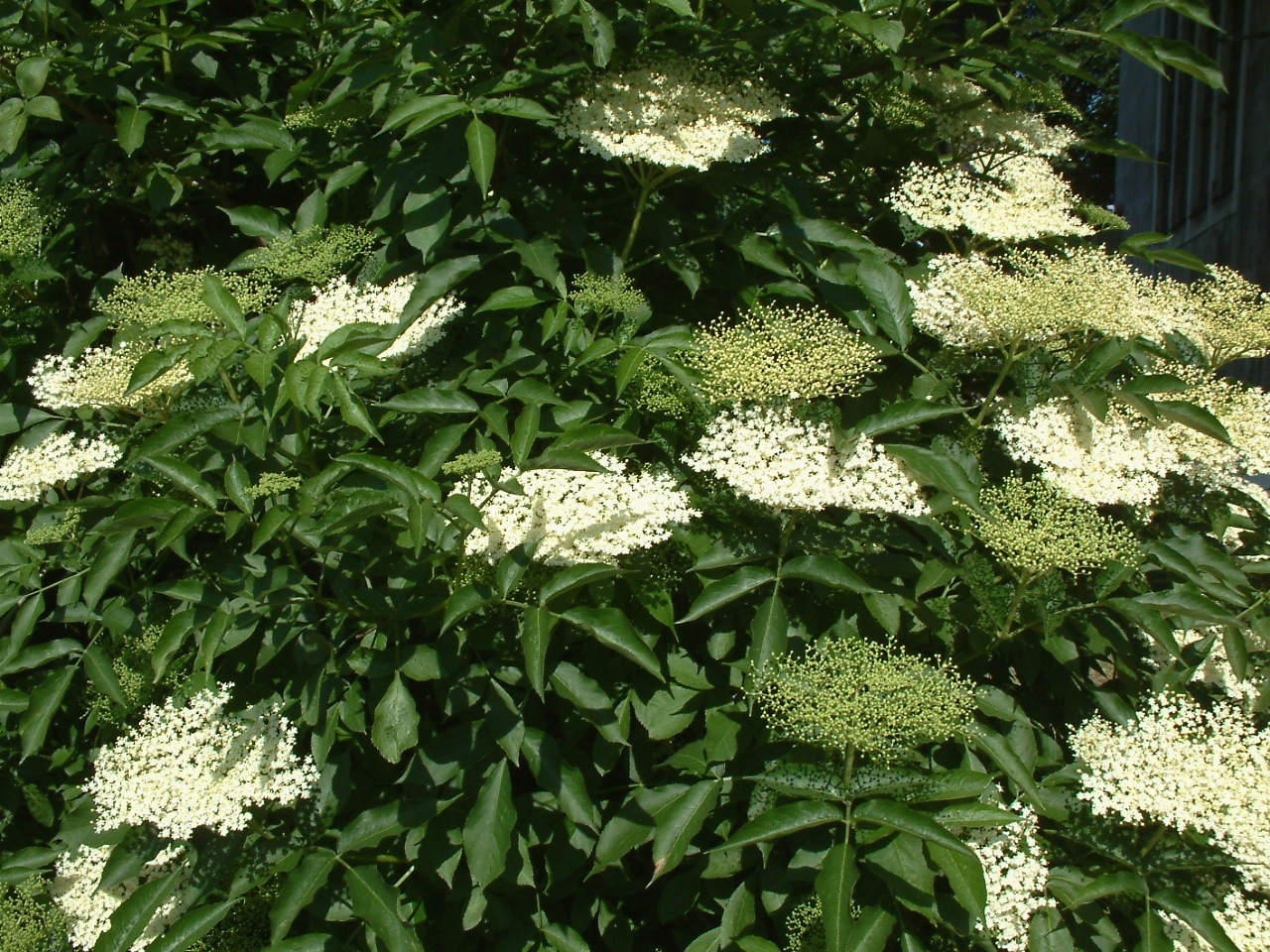
Schwarzer Holunder bei der Blüte …
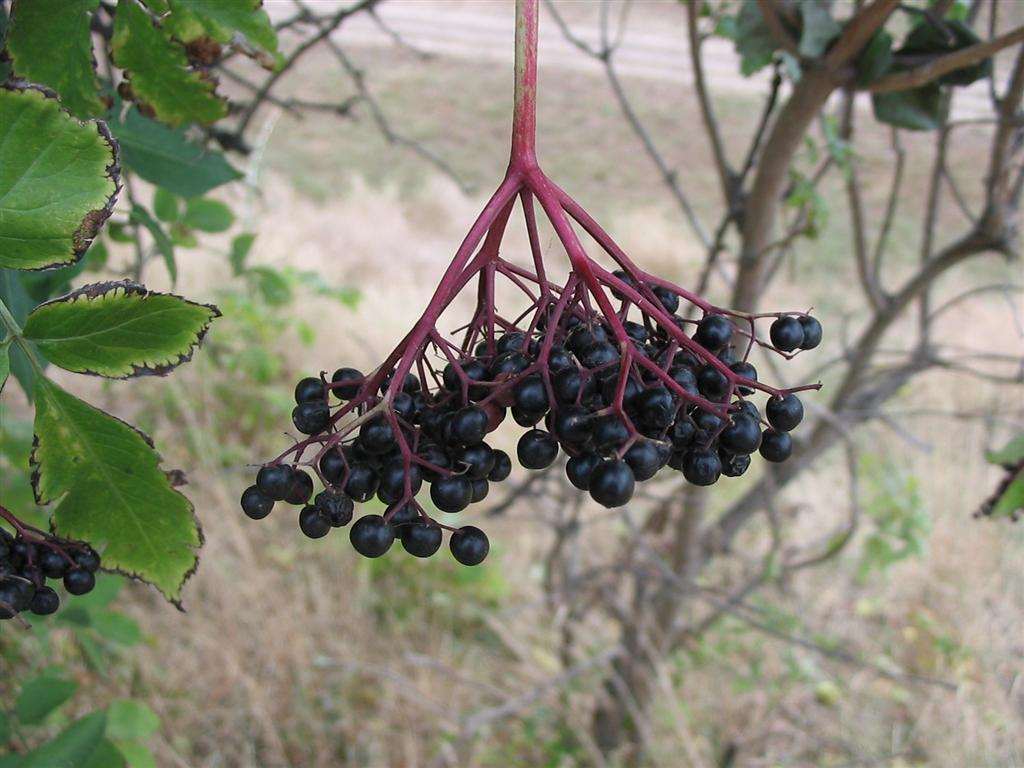
und mit Früchten
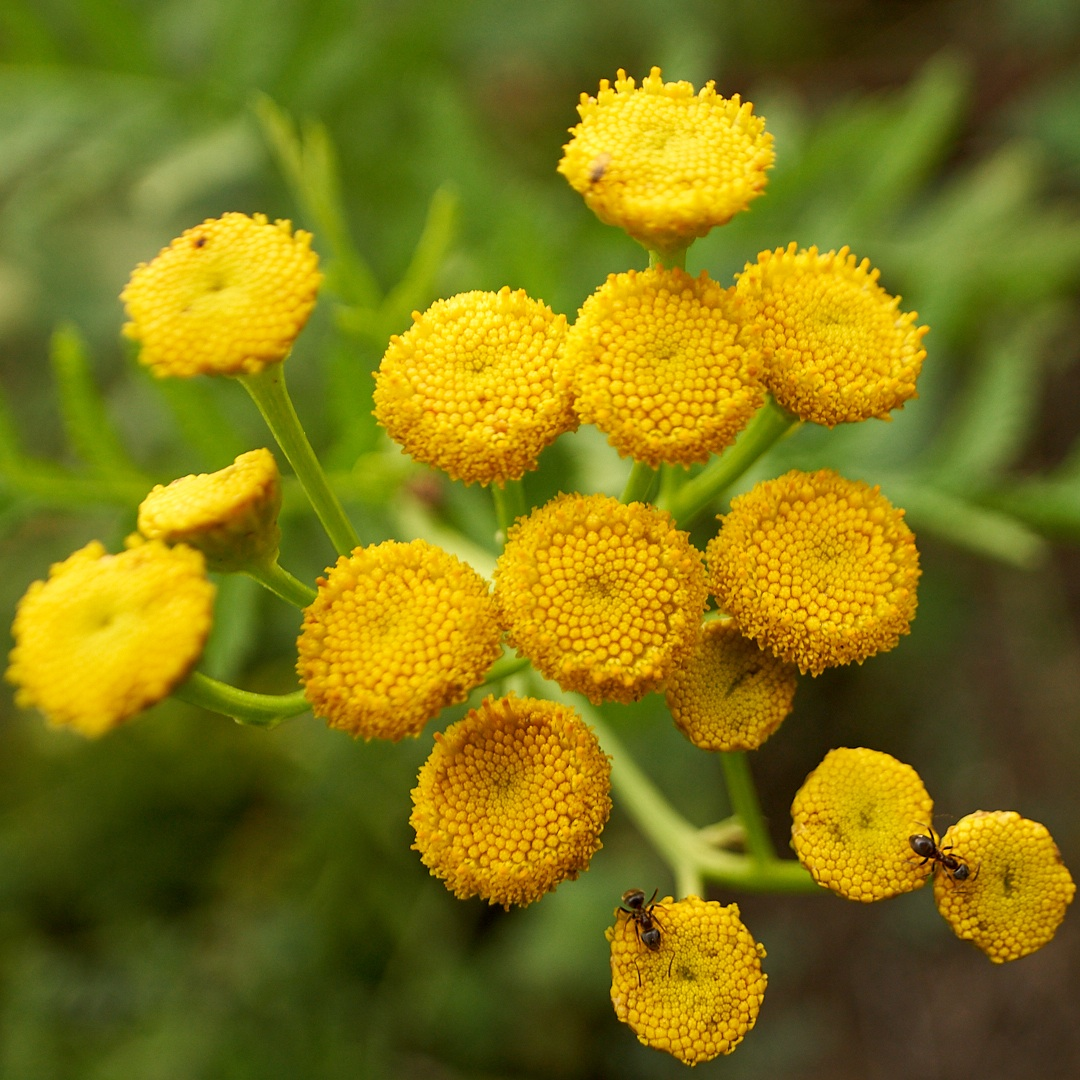
Rainfarn (Tanacetum vulgare L., Syn.: Chrysanthemum vulgare (L.) Bernh.)

## Spirre

Sind die unteren Nebenachsen weit über die oberen verlängert und die Form somit noch über die der Schirmrispe überstreckt, kommt es zu einem trichterförmigen Aussehen. Diesen Typus nennt man Spirre oder Trichterrispe (Anthela) und er ist neben den Blütenständen des Mädesüß auch bei den Simsen und Binsengewächsen zu finden.

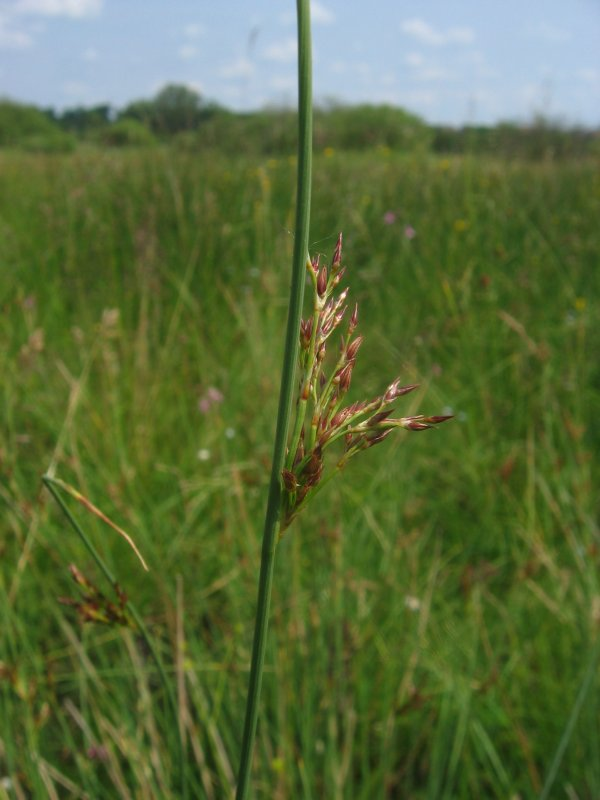
Spirre an einer Binse
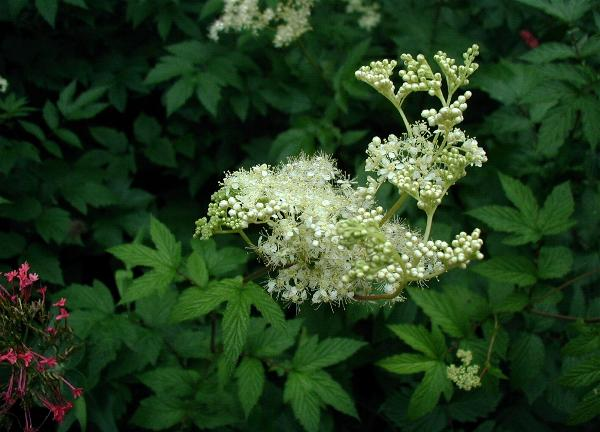
Spirren beim Mädesüß

## Botryoid
Verarmt eine Rispe an Verzweigungen, sieht sie wie eine Traube (Botrys) aus, wegen dieser Ähnlichkeit spricht man hier vom Botryoid. Nur ein eventuell noch vorhandener verzweigter Seitenast und vor allem die immer vorhandene Terminalblüte machen sicher deutlich, dass es sich zweifelsfrei um eine Form der Rispe handelt. Mit dem Verlust der Terminalblüte wäre schließlich die Reduktion von der reich verzweigten Rispe zur unverzweigten Traube vollkommen.

Ein Botryoid mit Terminalblüte und angedeuteter Verzweigung
Eine echte Traube ohne Terminalblüte und Verzweigung